# Objektschutz

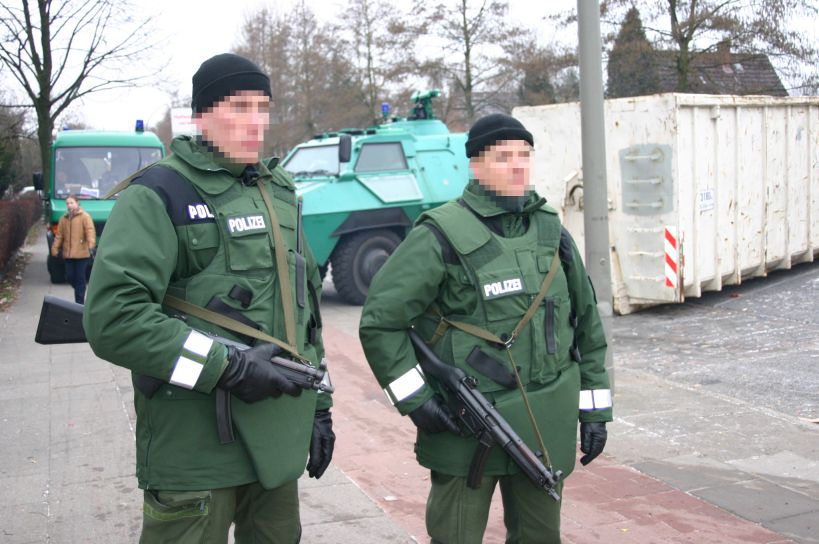
Objektschutz durch die Landespolizei vor dem Bundeswehrkrankenhaus Hamburg

Objektschutz ist die  Gewährleistung der Sicherheit von Objekten durch Bewachung. Er zielt darauf ab, die Beeinträchtigung der Funktion, die Zerstörung oder die Inbesitznahme eines Objektes durch Störer, Kriminelle oder Feinde zu verhindern. Dabei soll die Nutzbarkeit und Funktionsfähigkeit des Objekts erhalten bleiben. Als Dienstleistung durch private Unternehmen wird die Bewachung von Objekten auch Separatbewachung genannt.

## Grundlagen
Der Objektschutz wird vom Militär, von der Polizei und von Sicherheitsdiensten durchgeführt. Geschützt werden staatlich (meist militärisch), wirtschaftlich und privat genutzte Objekte (Residenzen, Wohnsiedlungen („housing areas“)). Schutzobjekte können sein: Gebäude, Anlagen (wie Munitionslager oder Kernkraftwerke) oder Großfahrzeuge aller Art (Kriegsschiffe). Auch Geldtransporte und Castor-Transporte zählen zu den Objekten im Sinne des Objektschutzes.
Anlass für einen Objektschutz sind konkrete Anhaltspunkte oder eine abstrakte Gefahreneinschätzung. Nach den Terroranschlägen des 11. September 2001 gelten sämtliche diplomatischen Vertretungen der Vereinigten Staaten von Amerika als gefährdet.
Objektschutz wird vor allem durch folgende Schutzmaßnahmen erreicht:
- Bestreifung
- Observation
- Vorkontrolle (z. B. Straßensperre)
- Stellungen
- Einlasskontrolle
- Identitätsfeststellungen (gegebenenfalls mit Dateienabgleich)
- Durchsuchungen (nur von Vollstreckungsbeamten durchführbar: Landespolizei, Bundespolizei und Justiz) / Nachschau (wenn es sich um private Sicherheitsdienste handelt – Zustimmung vorausgesetzt) von Personen oder Sachen (Fahrzeuge, mitgeführte Gegenstände)

Die Bestreifung wird normalerweise durch uniformierte Objektschutzkräfte durchgeführt. Die Art und die zeitliche Präsenz der Bewachung können lageabhängig abgestuft sein. Zum Objektschutz zählen auch bauliche und technische Einrichtungen und Vorrichtungen wie Schranke, Panzersperre, Videoüberwachung und Panzerglas: insgesamt alles Maßnahmen der technischen Anlagensicherung.
Zur Überwachung der Wächter können Wächterkontrollsysteme dienen. Dabei sind an verschiedenen Stellen des zu schützenden Objekts Kontrollpunkte angebracht. Der Wächter führt ein Handgerät mit sich, das den Kontrollpunkt erkennt und dies zusammen mit der Uhrzeit speichert. So kann nachträglich die Anwesenheit des Wächters am Kontrollpunkt festgestellt werden.

## Objektschutz in Deutschland

### Rechtliche Grundlagen im zivilen Bereich
Die den Objektschutz durchführenden  Wachleute haben keine besonderen rechtlichen Befugnisse. Für seine Tätigkeit nimmt der Wachmann die Rolle des Besitzdieners ein. Er übt dabei im Namen des Auftraggebers das Hausrecht aus. Zur Durchsetzung steht ihm das im § 859 BGB verankerte Recht auf Selbsthilfe zu.
Die Wachfirmen benötigen für ihre Tätigkeit eine Bewachungserlaubnis. Diese wird von Ordnungsämtern beziehungsweise Landratsämtern nach Prüfung der Voraussetzungen erteilt.

### Objektschutz beim Militär
In der Bundeswehr fällt Objektschutz nicht nur in den Aufgabenbereich des Heers, sondern es gibt verschiedene Objektschutztruppen. Die Luftwaffe verfügt im Dienstbereich Objektschutz mit dem Objektschutzregiment „Friesland“, ebenso wie die Marine im Seebataillon mit der Küsteneinsatzkompanie, sowie den unabhängigen Reserveeinsatzkompanien See, hierfür über spezialisierte Einheiten bzw. Verbände. Zum militärischen Objektschutz tragen die Heimatschutzkompanien und -Regimenter sowie die Feldjäger bei.
Der Dienstsitz des BMVg in Berlin, der Bendlerblock, wird prinzipiell durch das Feldjägerregiment 1 geschützt, welches dafür in unregelmäßigen Abständen Patrouillen Entlang des Sperrperimeters abläuft. Im Spannungs- und Verteidigungsfall wird diese Aufgabe auch durch das Wachbataillon beim Bundesministerium der Verteidigung wahrgenommen, welches in dem Fall auch weitere Dienstsitze der Bundesregierung in Berlin schützt.

### Schutz von Bundesorganen durch die Bundespolizei
Die Bundespolizei schützt im Einvernehmen mit den Ländern Berlin und Baden-Württemberg die aus polizeilicher Sicht schutzbedürftigen Verfassungsorgane des Bundes sowie Bundesministerien gegen Störungen und Gefahren, die die Durchführung ihrer Aufgaben beeinträchtigen könnten.
Dies sind im Einzelnen:
- Bundespräsidialamt
- Bundeskanzleramt
- Auswärtiges Amt
- Bundesministerium des Innern
- Bundesministerium der Justiz
- Bundesverfassungsgericht in Karlsruhe

Die Schutzmaßnahmen umfassen dort u. a.:
- Kontrolle des Personen- und Fahrzeugverkehrs
- Abwehr von möglichen Gefahren durch Streifenpräsenz